# البرية الزرقاء يوكوهاما
البرية الزرقاء يوكوهاما (باليابانية: ワイルドブルーヨコハマ، بالانجليزية: Wild Blue Yokohama) كان مجمع حمامات سباحة داخلي كبير، يقع في حي تسورومي كو في مدينة يوكوهاما في اليابان، تم تشغيل المرفق من قبل كيه كيه كورب، وهي شركة كبرى لصناعة الصلب في اليابان، افتتح المجمع في شهر يونيو من عام 1992، على الأراضي غير المستغلة التي تملكها شركة كيه كيه.
تم اغلاق المجمع في 31 أغسطس 2001 بسبب تراجع أعداد الزائرين، احتوى المجمع على شاطئ مطاطي صطناعي، وزين بمجسمات أمواج استوائية، كما يضم موجات بحرية متولدة بشكل اصطناعي، بالإضافة لوجود مصابيح حرارية، ومقصورات مصنوعة من الجلد المدبوغ.

## تاريخ المجمع
- 13 يونيو 1992 : افتتح المجمع في موقع ملعب البيسبول في جزء غير مشغول من أرض تملكها شركة صناعة الصلب العملاقة كيه كيه.
- 2001: استضاف المجمع بطولة جوني لركوب الأمواج.
- 31 مارس 2001: عقد في المجمع الجائزة الكبرى ميو كاتو.
- 31 أغسطس 2001: كنتيجة دون تحقيق زيادة في العدد السنوي للزوار، تم إغلاق المجمع.
- سبتمبر 2001: اجتمع المساهمين في مشروع البرية الزرقاء يوكوهاما، وقرار الشركة تسريح الموظفين.
- مارس 2002: تم تصفية مشروع البرية الزرقاء يوكوهاما.[1]